# Obermühlau
Obermühlau ist eine Ortschaft in der Gemeinde Ottnang am Hausruck im Bezirk Vöcklabruck, Oberösterreich.
Die Ortschaft westlich von Ottnang befindet sich am Südabfall des östlichen Ausläufers des Hausrucks. Am 1. Jänner 2024 zählte die kleine Ortschaft 130 Einwohner.

## Persönlichkeiten
- Josef Starlinger (1862–1943), Psychiater